# Темба Зване
Темба Зване (англ. Themba Zwane, нар. 3 серпня 1989, Тембіза) — південноафриканський футболіст, півзахисник клубу «Мамелоді Сандаунз» і національної збірної ПАР.

## Клубна кар'єра
У дорослому футболі дебютував 2011 року виступами за команду «Мамелоді Сандаунз», в якій провів два сезони, взявши участь у 25 матчах чемпіонату. 
Проотягом 2013–2014 років грав на правах оренди за «Мпумаланга Блек Ейсез», після чого знов повернувся до «Мамелоді Сандаунз». Відтод відіграв за рідну команду з передмістя Преторії понад 200 матчів у національному чемпіонаті. За цей час ставав чемпіоном ПАР, переможцем Ліги чемпіонів КАФ і володарем Суперкубка КАФ. 

## Виступи за збірну
2014 року дебютував в офіційних матчах у складі національної збірної ПАР.
У складі збірної був учасником Кубка африканських націй 2015 року в Екваторіальній Гвінеї, Кубка африканських націй 2019 року в Єгипті, а також Кубка африканських націй 2023 року у Кот-д'Івуарі.
| Дата       | Місто                    | Господарі           | Результат | Гості               | Турнір                                      | Голи | Примітки |
| ---------- | ------------------------ | ------------------- | --------- | ------------------- | ------------------------------------------- | ---- | -------- |
| 26-5-2014  | Сідней                   | Австралія           | 1 – 1     | ПАР                 | товариський матч                            | -    | 65'      |
| 30-5-2014  | Окленд                   | Нова Зеландія       | 0 – 0     | ПАР                 | товариський матч                            | -    | 71'      |
| 5-9-2014   | Хартум                   | Судан               | 0 – 3     | ПАР                 | Відбір до Кубка африканських націй 2015     | -    | 45'      |
| 10-9-2014  | Кейптаун                 | ПАР                 | 0 – 0     | Нігерія             | Відбір до Кубка африканських націй 2015     | -    | 81'      |
| 30-11-2014 | Дурбан                   | ПАР                 | 2 – 0     | Кот-д'Івуар         | товариський матч                            | -    | 75'      |
| 4-1-2015   | Совето                   | ПАР                 | 1 – 0     | Замбія              | товариський матч                            | -    | 53'      |
| 10-1-2015  | Лібревіль                | Камерун             | 1 – 1     | ПАР                 | товариський матч                            | -    | 80'      |
| 25-3-2017  | Дурбан                   | ПАР                 | 2 – 1     | Гвінея-Бісау        | товариський матч                            | -    | 58'      |
| 28-3-2017  | Баффало-Сіті (Вісконсин) | ПАР                 | 0 – 0     | Ангола              | товариський матч                            | -    | 45'      |
| 10-6-2017  | Уйо                      | Нігерія             | 0 – 2     | ПАР                 | Відбір до Кубка африканських націй 2019     | -    |          |
| 1-9-2017   | Прая                     | Кабо-Верде          | 2 – 1     | ПАР                 | Відбір до ЧС 2018                           | -    |          |
| 5-9-2017   | Дурбан                   | ПАР                 | 1 – 2     | Кабо-Верде          | Відбір до ЧС 2018                           | -    | 57'      |
| 7-10-2017  | Йоганнесбург             | ПАР                 | 3 – 1     | Буркіна-Фасо        | Відбір до ЧС 2018                           | 1    |          |
| 10-11-2017 | Полокване                | ПАР                 | 0 – 2     | Сенегал             | Відбір до ЧС 2018                           | -    | 69'      |
| 14-11-2017 | Дакар                    | Сенегал             | 2 – 1     | ПАР                 | Відбір до ЧС 2018                           | -    | 71'      |
| 21-3-2018  | Ндола                    | ПАР                 | 1 – 1     | Ангола              | товариський матч                            | -    | 47'      |
| 17-11-2018 | Йоганнесбург             | ПАР                 | 1 – 1     | Нігерія             | Відбір до Кубка африканських націй 2019     | -    |          |
| 24-3-2019  | Сфакс                    | Лівія               | 1 – 2     | ПАР                 | Відбір до Кубка африканських націй 2019     | -    | 78'      |
| 24-6-2019  | Геліополь                | Кот-д'Івуар         | 1 – 0     | ПАР                 | Кубок африканських націй 2019 - 1-й етап    | -    |          |
| 28-6-2019  | Геліополь                | ПАР                 | 1 – 0     | Намібія             | Кубок африканських націй 2019 - 1-й етап    | -    | 79'      |
| 1-7-2019   | Геліополь                | ПАР                 | 0 – 1     | Марокко             | Кубок африканських націй 2019 - 1-й етап    | -    | 18' 75'  |
| 10-7-2019  | Каїр                     | Нігерія             | 2 – 1     | ПАР                 | Кубок африканських націй 2019 - чвертьфінал | -    | 58'      |
| 13-10-2019 | Гебеха                   | ПАР                 | 2 – 1     | Малі                | товариський матч                            | 1    | 40'      |
| 11-10-2020 | Дурбан                   | ПАР                 | 1 – 2     | Замбія              | товариський матч                            | -    | 68'      |
| 13-11-2020 | Йоганнесбург             | ПАР                 | 2 – 0     | Сан-Томе і Принсіпі | Відбір до Кубка африканських націй 2021     | -    | 90'      |
| 16-11-2020 | Гебеха                   | Сан-Томе і Принсіпі | 2 – 4     | ПАР                 | Відбір до Кубка африканських націй 2021     | 2    | 90'      |
| 25-3-2021  | Йоганнесбург             | ПАР                 | 1 – 1     | Гана                | Відбір до Кубка африканських націй 2021     | -    | 89'      |
| 28-3-2021  | Омдурман                 | Судан               | 2 – 0     | ПАР                 | Відбір до Кубка африканських націй 2021     | -    | 77'      |
| 24-9-2022  | Йоганнесбург             | ПАР                 | 4 – 0     | Сьєрра-Леоне        | товариський матч                            | 2    | 80'      |
| 17-11-2022 | Дурбан                   | ПАР                 | 2 – 1     | Мозамбік            | товариський матч                            | -    | 80'      |
| 20-11-2022 | Дурбан                   | ПАР                 | 1 – 1     | Ангола              | товариський матч                            | -    | 61'      |
| 24-3-2023  | Совето                   | ПАР                 | 2 – 2     | Ліберія             | Відбір до Кубка африканських націй 2023     | -    | 70'      |
| 17-6-2023  | Дурбан                   | ПАР                 | 2 – 1     | Марокко             | Відбір до Кубка африканських націй 2023     | -    |          |
| 13-10-2023 | Совето                   | ПАР                 | 0 – 0     | Есватіні            | товариський матч                            | -    | 46'      |
| 17-10-2023 | Абіджан                  | Кот-д'Івуар         | 1 – 1     | ПАР                 | товариський матч                            | 1    | 83'      |
| 18-11-2023 | Дурбан                   | ПАР                 | 2 – 1     | Бенін               | Відбір до ЧС 2026                           | -    | 80'      |
| 16-1-2024  | Короґо                   | Малі                | 2 – 0     | ПАР                 | Кубок африканських націй 2023 - 1-й етап    | -    | 73'      |
| 21-1-2024  | Короґо                   | ПАР                 | 4 – 0     | Намібія             | Кубок африканських націй 2023 - 1-й етап    | 2    | 71'      |
| 24-1-2024  | Короґо                   | ПАР                 | 0 – 0     | Туніс               | Кубок африканських націй 2023 - 1-й етап    | -    | 80'      |
| Усього     |                          | Матчів              | 39        |                     | Голів                                       | 9    |          |

## Титули і досягнення
- Чемпіон ПАР (1):

«Мамелоді Сандаунз»: 2014-2015
- Переможець Ліги чемпіонів КАФ (1):

«Мамелоді Сандаунз»: 2016
- Володар Суперкубка КАФ (1):

«Мамелоді Сандаунз»: 2017